# Manacor
Manacor er en by og kommune i det østlige Spanien på øen Mallorca i provinsen De Baleariske Øer. Den har et indbyggertal på 47.777 (2024) indbyggere.